# Кундушумбал
Кундушумба́л (рос. Кундушумбал, марій. Кундышӱмбал) — присілок у складі Совєтського району Марій Ел, Росія. Входить до складу Ронгинського сільського поселення.

## Населення
Населення — 104 особи (2010; 104 у 2002).
Національний склад (станом на 2002 рік):
- марі — 100 %